# MÁV Cmot 240–245
A ČSD M 232.2 sorozat egy Bo tengelyelrendezésű benzin-villamos mellékvonali motorkocsi sorozat volt a Csehszlovák Államvasutaknál (ČSD), melyek közül a második világháború során hat db MÁV tulajdonba került, ahol előbb MÁV 232.2 sorozat ,  majd Cmot 240—245 pályaszámok alatt üzemeltek.
Gyártotta: Tatra, Studenka, 1933—1934